# Силино (Кемеровская область)
Си́лино — село в Кемеровском районе Кемеровской области. Входит в состав Елыкаевского сельского поселения.

## География
Центральная часть населённого пункта расположена на высоте 181 метра над уровнем моря.

## История
Изначально проживали телеуты (тюльберы), которые к началу XX века полностью ассимилировались среди русских. По переписи 1897 года здесь проживало 145 человек, из них 102 телеуты и 43 русских.

## Население
По данным Всероссийской переписи населения 2010 года, в селе Силино проживает 859 человек (404 мужчины, 455 женщин).
Национальный состав
По переписи 1897 года основным населением были телеуты.
Согласно результатам переписи 2002 года, в национальной структуре населения русские составляли 85 %, также является местом компактного проживания татар, в основном переселенцев из Поволжья и Урала.

## Инфраструктура
С 2002 года в селе функционирует клуб татарской культуры «Дололар», по его инициативе в 2007 году в районе состоялся первый фестиваль национальных культур.

## Транспорт
Общественный транспорт представлен автобусными маршрутами:
- №164: д/п Вокзал — с. Силино
- №180: д/п Вокзал — д. Елыкаево — с. Силино (специальный вечерний рейс)